# The Beloved (banda)
The Beloved es un grupo británico de música electropop, más conocido por los sencillos Sweet Harmony, Hello, Your Love Takes Me Higher, y "Satellite".

## Discografía
- Where it is (1989)
- Hapiness (1990)
- Conscience (1993)
- X (1996)